# Dryas octopetala
Dryas octopetala là loài thực vật có hoa trong họ Hoa hồng. Loài này được Carl von Linné mô tả khoa học đầu tiên năm 1753.

## Hình ảnh

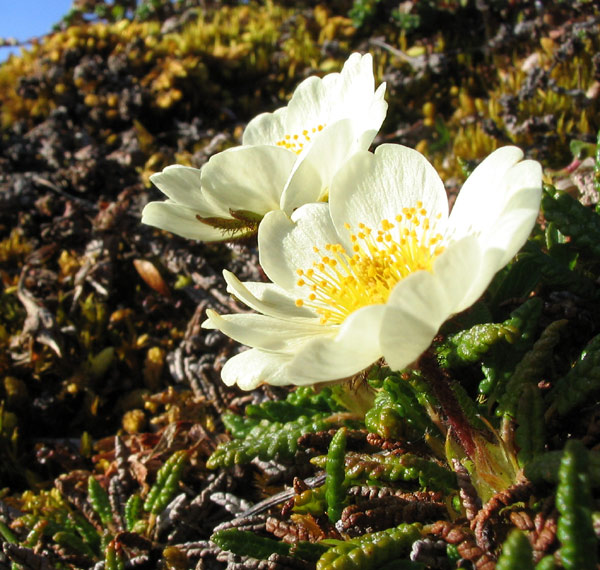
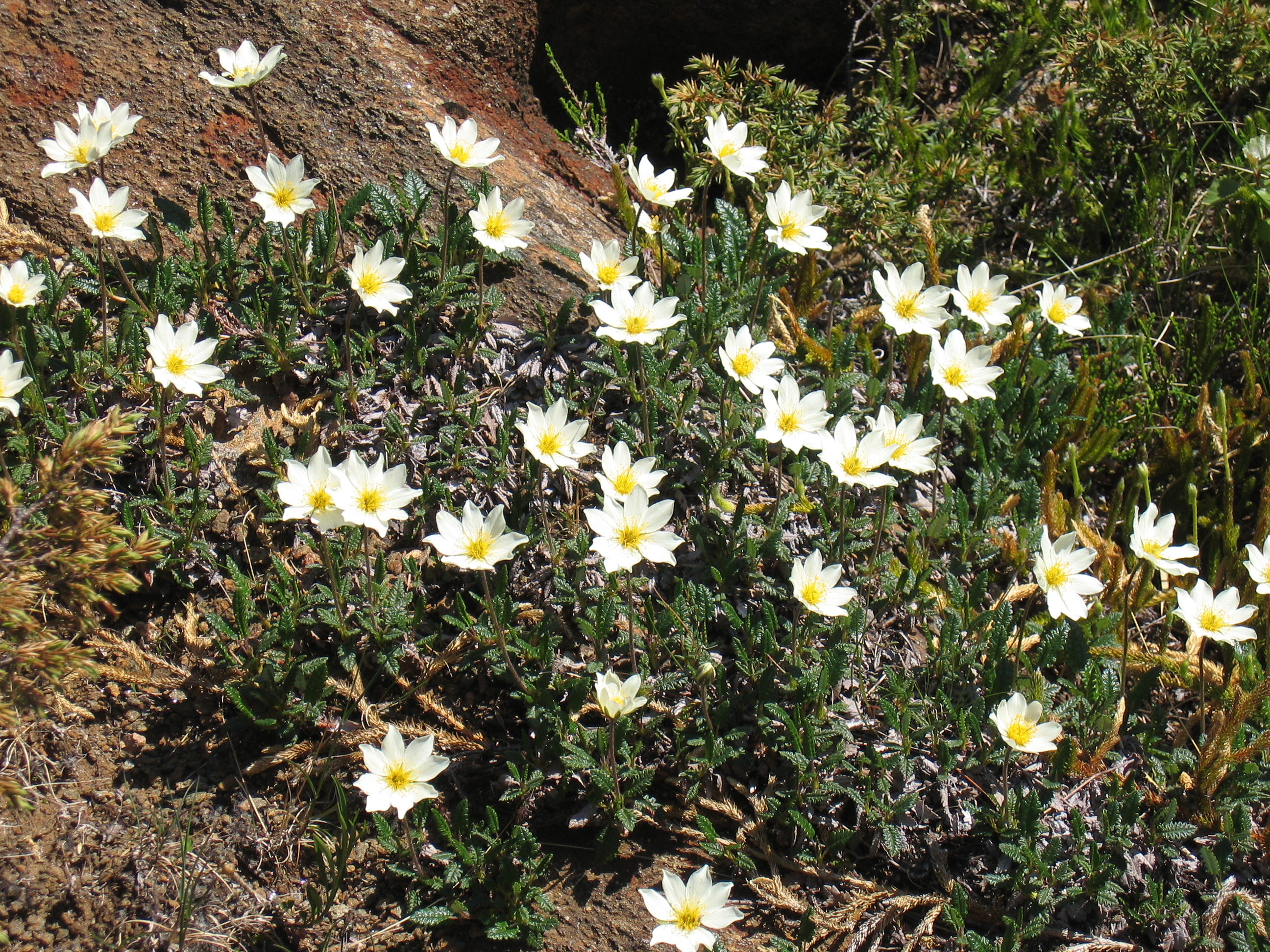
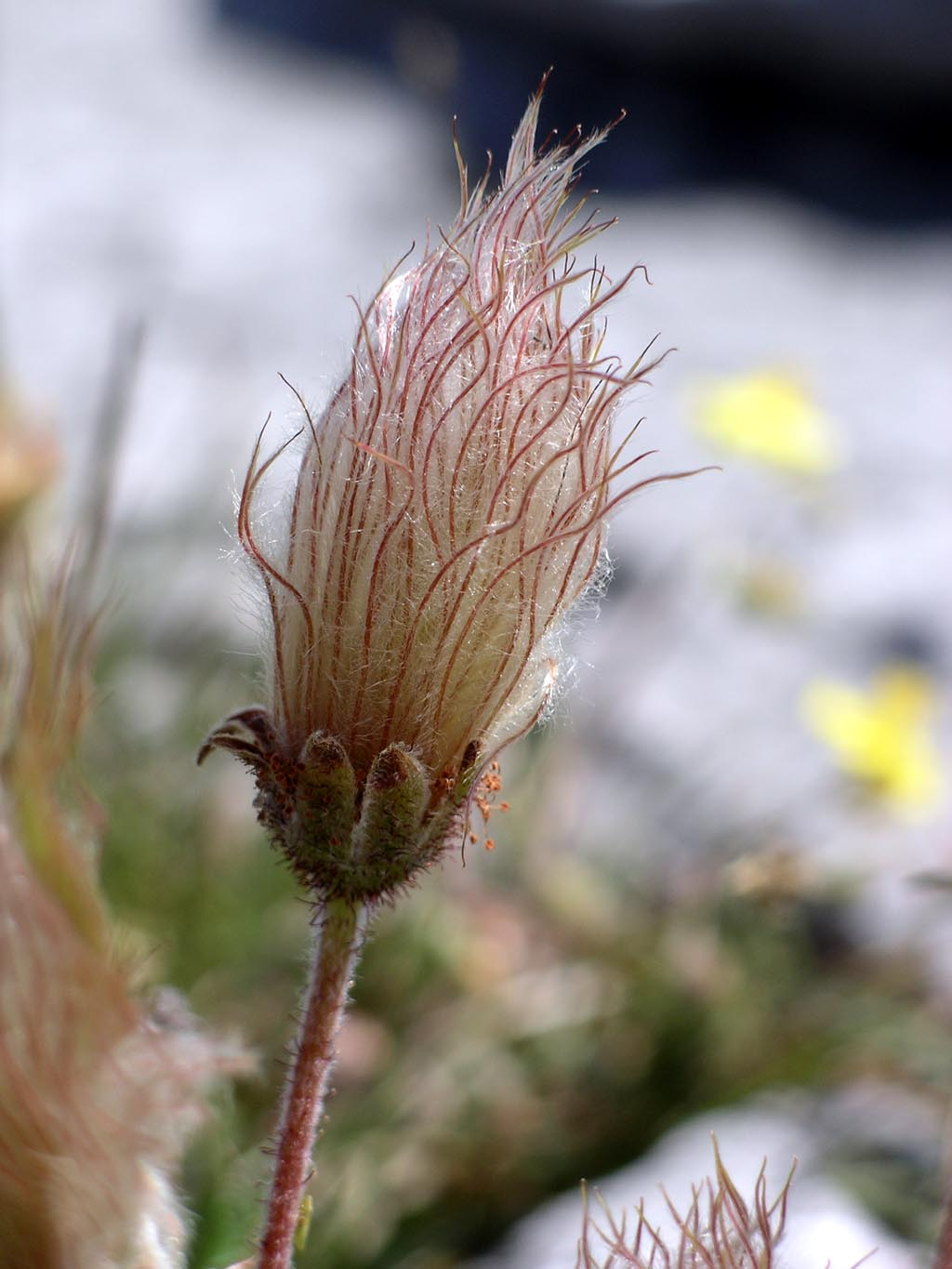
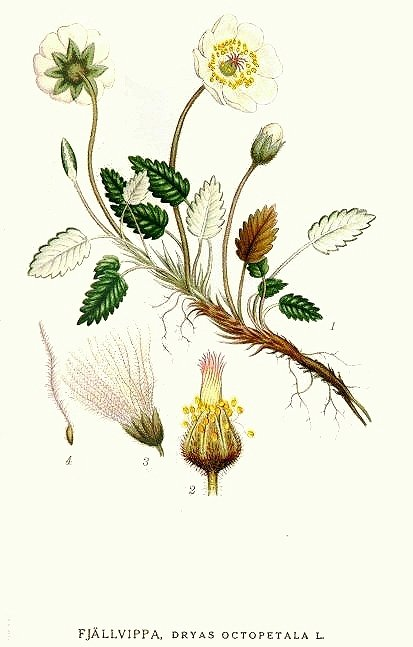